# Anthony Janiec
Anthony Janiec, né le 17 août 1984 à Friauville et mort le 31 juillet 2022 à Albi, est un pilote français de courses de camion et de Formule 3.
Il est trois fois champion de France de course de camion, deux fois champion de France de Formule 3 et était un compétiteur régulier des Championnats d'Europe de courses de camions où il obtient un podium en 2017 et une première place en 2018.

## Biographie

### Jeunesse et formation
Anthony Janiec est né Friauville en Lorraine. Il est le fils du cascadeur et pilote de camion Jean-Pierre Janiec et le frère de la pilote Jennifer Janiec.

### Carrière
Il commence sa carrière au début des années 2000 et obtient deux titres de champion de France de formule 3 en 2004 et 2008.
En 2006, il obtient deux titres de Champion de France et un titre de Vice-Champion d’Europe.
Il est membre de l'équipe de course Lion Cup Racing avec laquelle il remporte trois championnats de France de course de camion en 2017, 2018 et 2019. Il finira notamment sur le podium au championnat d'Europe de camion au Nürburgring en 2017 et premier en 2018.

### Décès
Il meurt le 31 juillet 2022 à Albi, dans le Tarn d'un arrêt cardiaque,,. Il a été retrouvé en pleine nuit par les gendarmes et les services de secours devant la maison d'une voisine sur la commune du Séquestre, allongé au sol et à moitié inconscient après avoir tenté d'entrer par effraction dans l'habitation. Transporté à l'hôpital d'Albi, il est décédé quelques heures plus tard. Une enquête a été ouverte pour déterminer les circonstances exactes du drame.
Les obsèques religieuses sont célébrées le samedi 6 août 2022, à 14 h 30, en l’église de Friauville, son village natal, suivies de l’inhumation au cimetière communal.

### Famille
Il avait une compagne et deux enfants.

## Apparition
Il apparaît dans une vidéo du duo Vilebrequin consacrée à la course de camion où on le voit piloter son tracteur routier MAN surnommé "MAN N°66".